# Gerhard Gentzen
Gerhard Gentzen (Greifswald, Alemania, 24 de noviembre de 1909 - Praga, República Checa, 4 de agosto de 1945) fue un matemático y lógico alemán.
Fue un estudiante de Weyl en la Universidad de Gotinga entre 1929 y 1933. Sus principales trabajos fueron en fundamentos de la matemática y la teoría de la demostración.
En 1934, Gentzen introduce la noción de sistema de deducción natural para lógica clásica y lógica intuicionista. Demuestra que toda prueba puede escribirse de manera normalizada sin cortes. Para ello introduce el cálculo de consecuencias lógicas o secuentes.
En 1936, Gentzen demuestra la consistencia de la teoría elemental de números o aritmética de Peano de primer orden, usando la teoría de ordinales transfinitos (ver demostración de consistencia de Gentzen). Puesto que los ordinales transfinitos no son formalizables en la aritmética de Peano esta demostración de consistencia no contradice el segundo teorema de incompletitud de Gödel.
Como parte del esfuerzo de guerra alemán, fue nombrado profesor en la Universidad alemana de Praga. Capturado por los soviéticos, murió como prisionero poco después de terminar la guerra.

## Teorema de eliminación de cortes
Establece que toda derivación en el cálculo de consecuencias lógicas puede ser normalizada como una derivación con igual conclusión pero sin utilizar lemas auxiliares.